# Distretto di Monobamba
Il distretto di  Monobamba è uno dei trentaquattro distretti della provincia di Jauja, in Perù. Si trova nella regione di Junín e si estende su una superficie di 295,83   chilometri quadrati.